# András Sike
András Sike (Eger, 18 luglio 1965) è un ex lottatore ungherese, specializzato nella lotta greco-romana. Campione olimpico a Seul 1988 nel torneo dei 57 chilogrammi.

## Palmarès
- Giochi olimpici

Seul 1988: oro nei 57 kg;
- Mondiali

Martigny 1989: bronzo nei 57 kg.
Varna 1991: bronzo nei 57 kg.
- Europei

Kolbotn 1988: bronzo nei 57 kg;
Poznań 1990: argento nei 57 kg;